# Geelborsthoningzuiger
De geelborsthoningzuiger (Anabathmis newtonii; synoniem: Nectarinia newtonii) is een zangvogel uit de familie Nectariniidae (honingzuigers).

## Verspreiding en leefgebied
Deze soort is endemisch op het eiland Sao Tomé in de Golf van Guinee. Hoewel onbekend is hoe groot de populatie is, zijn er geen aanwijzingen dat de soort in aantallen afneemt of bedreigd wordt.